# Банк Балтия
Банк «Балтия» (латыш. Banka Baltija) — ликвидированный в 1995 году банк Латвии.

## История
Зарегистрирован в 1988 году, один из первых коммерческих и кооперативных банков СССР (зарегистрирован под номером 13 в Госбанке СССР).
Первым названием было «K.A.S.I.O.» («К.А.С.И.О.»), под которым в декабре 1988 года начал работать в Риге на улице Августа Деглава, 2.
В прессе сообщалось, что инициатором создания банка был некий авантюрист Яков Абрамович Коллонтай, вошедший в доверие к тогдашнему заместителю председателя Латвийского отделения Госбанка СССР Галине Алиевой.
В связи с тем, что название напоминало наименование японской корпорации Casio, банк не позднее начала 1990 года был переименован в Рижский межрегиональный кооперативный банк «Балтия».
В первой половине 1990-х годов был лидером в латвийской банковской системе.
27 июня 1995 года банк был признан судом неплатёжеспособным. Обязательства перед вкладчиками и кредиторами погашены не были. Был начат уголовный процесс по делу банка «Балтия», его вёл прокурор Янис Скрастиньш. В 2007 году уголовная палата Верховного суда Латвии приговорила бывших председателя совета по надзору за банком Александра Лавента и президента банка Талиса Фрейманиса к срокам заключения — 7 годам и 7 месяцам (Лавент), 5 годам и 6 месяцам (Фрейманис).